# Lahidne (Polohy)
Lahidne (ukrainisch Лагідне; russisch Лагидное Lagidnoje) ist ein Dorf im Zentrum der ukrainischen Oblast Saporischschja mit etwa 880 Einwohnern (2001).
Das 1842 von deutschen Mennoniten (Kolonie Molotschna) als Reimera (Реймера) gegründete Dorf hieß zwischen 1932 und 2016 Kirowe (Кірове) und erhielt im Zuge der Dekommunisierung in der Ukraine seinen heutigen Namen. Lahidne liegt am Ufer des Juschanly (Юшанли), einem 94 km langen, linken Nebenfluss der Molotschna im Rajon Polohy 30 km südlich vom ehemaligen Rajonzentrum Tokmak und 125 km südöstlich vom Oblastzentrum Saporischschja.
Am 12. Juni 2020 wurde das Dorf ein Teil der neugegründeten Stadtgemeinde Molotschansk, bis dahin bildete sie zusammen mit den Dörfern Hruschiwka, Mohutnje (Могутнє), Roskischne (Розкішне) und Udarnyk (Ударник) sowie der Ansiedlung Sorjane (Ударник) die gleichnamige Landratsgemeinde Kirowe (Кіровська сільська рада/Kirowska silska rada) im Südosten des Rajons Tokmak.
Am 17. Juli 2020 kam es im Zuge einer großen Rajonsreform zum Anschluss des Rajonsgebietes an den Rajon Polohy.